# Heinrich de Marchion
Heinrich de Marchion (10 d'octubre de 1816, Hildesheim, Alemanya - 16 de gener de 1890, Dresden, Alemanya)fou un tenor alemany.
Estudià cant a Viena, amb Giovanni Gentiluomo. L'any 1833, amb només 17 anys debutà a Lúbeck. Amb diverses etapes, actuà a Hamburg, al "Königstäder-Theater" de Berlín (1835/36), al "Carltheater" de Viena i altra volta a Hamburg (1848/51). Després d'innombrables actuacions com a convidat, es va traslladar a Dresden el 1858, on va romandre com un cèlebre tenor buffo fins a la seva mort.